# Блатт, Франтишек Тадеаш
Фра́нтишек Та́деаш Блатт (чеш. František Tadeáš Blatt; 1793, Прага, — 9 марта 1856, там же) — чешский кларнетист и композитор.
Учился сначала в академии художеств в Вене, затем в Пражской консерватории у Вацлава Фарника (кларнет) и Диониса Вебера (композиция), войдя в 1815 году в число 12 первых её выпускников. Впервые выступил в 1814 году в Германии, после окончания консерватории стал преподавать и играть в оркестрах. В 1820 году получил место профессора вместо ушедшего Фарника, активно участвовал в жизни консерватории, некоторое время был заместителем директора. Берлиоз называл его одним из ведущих богемских кларнетистов своего времени. В конце 1820-х вышла в печать его «Школа игры на кларнете» на немецком и французском языках. Блатт является автором ряда сочинений, почти написанных исключительно для кларнета — этюдов, дуэтов, трио, а также упражнений для гобоя и учебника пения.